# Hydrovatus pictulus
Hydrovatus pictulus är en skalbaggsart som beskrevs av Sharp 1882. Hydrovatus pictulus ingår i släktet Hydrovatus och familjen dykare. Inga underarter finns listade i Catalogue of Life.